# South Sioux City
South Sioux City – miasto w Stanach Zjednoczonych, w stanie Nebraska, siedziba administracyjna hrabstwa Dakota.